# Peter Puget
Peter Puget (* 1765; † 31. Oktober 1822 in Bath) war ein britischer Offizier der Royal Navy.
Seine Familie floh aus Frankreich nach Großbritannien, um als Hugenotten der Verfolgung durch Ludwig XIV. zu entgehen. Puget diente zunächst unter James Vashon in den Westindischen Inseln, später als Lieutenant unter Captain George Vancouver während dessen Erforschung der Pazifikküste Nordamerikas in den Jahren 1791 bis 1794. 1792 übernahm er an Stelle von William Robert Broughton das Kommando über die HMS Chatham. Vancouver benannte die Bucht Puget Sound nach ihm.
Puget hatte auf mehreren Schiffen das Kommando und zeichnete sich 1807 beim Bombardement Kopenhagens aus. Er wurde 1818 als Companion in den Order of the Bath aufgenommen und erreichte 1821 den Dienstgrad eines Vice-Admiral.
Aus seiner 1797 geschlossenen Ehe mit Hannah Elrington hatte er sieben Söhne und vier Töchter. Er starb am 31. Oktober 1822 in seinem Haus in Bath.